# Pigment Orange 5
C.I. Pigment Orange 5 ist ein Monoazopigment, das unter anderem in der Kosmetik- und Pharmaziebranche zum Einsatz kommt.

## Darstellung
Pigment Orange 5 erhält man durch Diazotierung von 2,4-Dinitroanilin mit Natriumnitrit und Kupplung des Diazoniumsalzes mit 2-Naphthol.

## Eigenschaften
Pigment Orange 5 wird von der OEHHA als krebserregend eingestuft. Nach dem Registrierungsdossier bei der ECHA wird Pigment Orange 5 nicht nach GHS gekennzeichnet. Lediglich Zubereitungen mit einem hohen Gehalt an 1-Chlor-2,4-dinitrobenzol, eine mögliche Vorstufe für 2,5-Dinitroanilin, werden mit dem GHS-Signalwort Gefahr und H317 gekennzeichnet.

## Regulierung
In der Europäischen Union ist Pigment Orange 5 durch die Verordnung (EG) Nr. 1223/2009 in kosmetischen Mitteln verboten.
Über den Safe Drinking Water and Toxic Enforcement Act of 1986 besteht in Kalifornien seit 1. Juli 1990 eine Kennzeichnungspflicht, wenn Pigment Orange 5 in einem Produkt enthalten ist.